# Heliconius unimaculata
Heliconius unimaculata är en fjärilsart som beskrevs av William Chapman Hewitson 1869. Heliconius unimaculata ingår i släktet Heliconius och familjen praktfjärilar. Inga underarter finns listade i Catalogue of Life.